# Подзиевски, Дай
Дай Подзиевски (англ. Dai Podziewski; 31 августа 2001, Тондабаяси, Осака, Япония) — футболист, защитник сборной Северных Марианских Островов по футболу.

## Карьера в сборной
Дебютировал за сборную Северных Марианских Островов 2 сентября 2018 года, выйдя в стартовом составе на матч первого отборочного раунда Кубка Восточной Азии 2019 против сборной Гуама (0:4), отметился предупреждением и был заменён на 72-й минуте встречи. 4 сентября также вышел на поле на матч 2-го тура против Монголии (0:9), однако заключительную встречу со сборной Макао (1:1) пропустил. По итогам отборочного турнира сборная набрала одно очко и заняла последнее место в группе.